# Eleccions legislatives de Gàmbia de 2002
El 17 de gener de 2002 es van celebrar eleccions legislatives a Gàmbia. Van ser boicotejades per diversos partits de l'oposició, entre ells el Partit Democràtic Unit. Com a resultat, la governant Aliança per a la Reorientació Patriòtica i la Construcció del president Yahya Jammeh es va presentar sense oposició en 33 dels 48 escons triats, i va guanyar 12 dels 15 escons en els quals tenia oposició.
En els escons en els quals va haver-hi votació, la participació va ser del 56,4%.